# البطاقة الخضراء (فلم)
البطاقة الخضراء (بالإنجليزية: Green Card) هو فيلم رومانسي كوميدي من تأليف وإخراج بيتر وير ومن بطولة جيرارد ديبارديو، آندي ماكدويل، بيبيه نيوويرث، جريج إيدلمان وروبرت بروسكي، صدر الفيلم في الولايات المتحدة في 1 فبراير 1991.

## روابط خارجية
- مقالات تستعمل روابط فنية بلا صلة مع ويكي بيانات

لا توجد روابط لمواقع التواصل الاجتماعي.